# General Simón Bolívar
General Simón Bolívar är en kommun i Mexiko.   Den ligger i delstaten Durango, i den centrala delen av landet, 700 km nordväst om huvudstaden Mexico City.
Följande samhällen finns i General Simón Bolívar:
- José Trinidad García de la Cadena
- Enrique Flores Magón
- San José de Sauces
- El Refugio
- Ricardo Flores Magón
- Antón Martín
- San Luis de Corea